# Югыдъяг
Югыдъяг — посёлок в Усть-Куломском районе Республики Коми России. Центр сельского поселения Югыдъяг.

## География
Находится на левом берегу р. Китъёль близ её впадения в Вычегду.
Название происходит от коми слов «югыд» (светлый) и «яг» (бор), то есть означает «светлый бор».

## История
Возник в 1937 году. За весь период существования этого поселения его название менялось в соответствии со статусом.
В 1937—1940 годах — являлся лагпунктом «Усть-Нембаза» ИТЛ ГУЛАГа «Локчимлаг.»
В 1941—1955 годах — спецпосёлок «Центральная База».
В 1956—1960 годах — посёлок Усть-Нем.
В 1960—1971 годах — посёлок Усть-Нем База.
В 1971—1975 годах — База.
С 1975 года по настоящее время — посёлок Югыдъяг.
В сороковые годы, по приезде в спецпосёлок спецпереселенцы наблюдали такую картину: территория, окружённая спиленными брёвнами, вбитыми глубоко в землю (сегодня это центральная и две параллельные улицы посёлка). На сегодняшний день сохранился также колодец, которым пользовалась лагерная обслуга. В те времена его называли «Царским».
С 1941 года посёлок был заселён в основном советскими немцами. Имелась даже школа, которая представляла собой четырёхкомнатный барак. В трёх комнатах жили переселенцы, а в одной, непосредственно, размещалась и сама начальная школа. В 1948 году пятеро из семи учеников были немцами.
В 1943 году получили паспорта дети переселенцев, выезжавшие на учёбу, а в 1944 году паспорта выдали и членам их семей. Однако, выезжать за пределы посёлка всё же запрещалось без особого разрешения.
В 1948 году было начато строительство узкоколейной железной дороги (УЖД). Она была ликвидирована в 1990-е годы. 
В 1956 году получили паспорта переселенцы. Позже всех паспорта получили немцы.
В настоящее время в посёлке Югыдъяг получают пенсию, как реабилитированные, 25 человек, из них 9 немцев. Всего насчитывается 17 национальностей.
В 1972 году в посёлке Усть-Нем База (ныне Югыдъяг) жил и работал будущий президент России Владимир Путин.
10 октября 1975 года переименован в посёлок Югыдъяг. 13 октября того же года отнесён к категории рабочих посёлков, Базовский сельсовет преобразован в Югыдъягский поселковый совет.
26 декабря 1991 года рабочий посёлок преобразован в посёлок сельского типа, Югыдъягский поссовет — в сельсовет.

## Население
| 1979 | 1989  | 2002  | 2010  | 2021  |
| ---- | ----- | ----- | ----- | ----- |
| 1953 | ↗2247 | ↘1881 | ↘1683 | ↘1427 |